# Hamburger Klimawoche
Die Hamburger Klimawoche war eine Klimaschutz-Informationsveranstaltung in Hamburg. Die Hamburger Klimawoche machte mit zahlreichen Veranstaltungen auf die Dringlichkeit, Machbarkeit und langfristige Wirtschaftlichkeit von Klimaschutzmaßnahmen aufmerksam. Sie fand von 2009 bis 2021 jährlich an zentralen Orten der Hansestadt statt und war mit insgesamt mehr als einer Million Besuchern (2009–2021) die größte Klimaschutz-Kommunikationsveranstaltung in Europa.

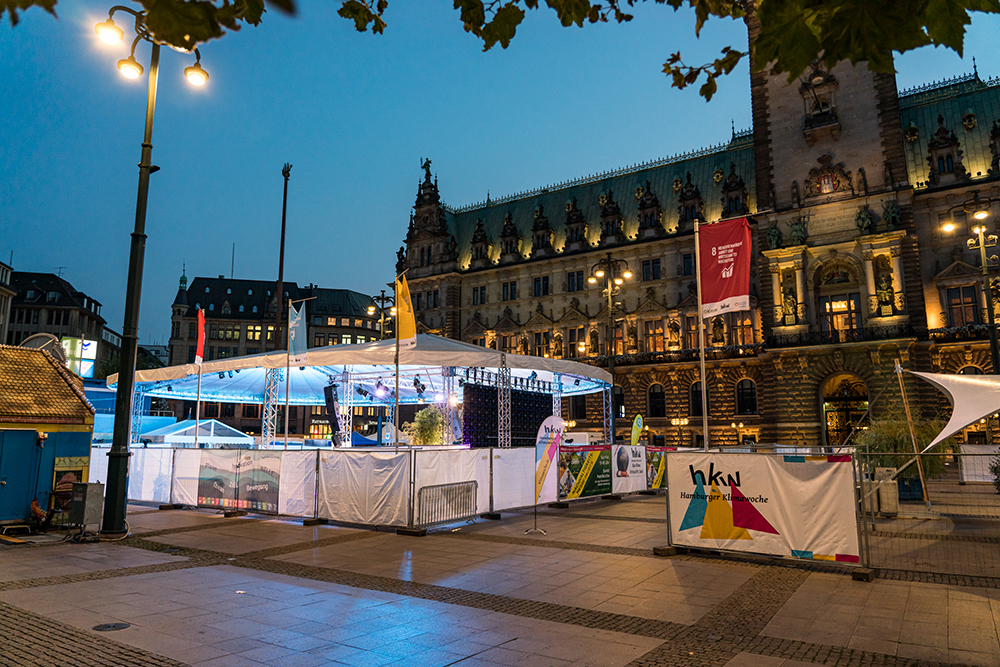
12. Hamburger Klimawoche auf dem Rathausmarkt.

## Programm
Das Programm der Hamburger Klimawoche lässt sich nach Vortragsprogramm, Kulturprogramm, Themenpark und Bildungsprogramm unterscheiden.
Im Rahmen des Kulturprogramms wurden Theaterstücke, Klimakonzerte, Science Slams, Gottesdienste, Lesungen und Kunstausstellungen angeboten.
Mittels der Themenparks konnten die Besucher der Hamburger Klimawoche aktiv an Prozessen teilnehmen und beobachten. Beispielsweise hatten Besucher im Rahmen der Themenparks die Möglichkeit, an einem Tauschbasar teilzunehmen. Außerdem wurden Exponate ausgestellt und Nachhaltigkeitsmärkte mit dem Schwerpunkt Regionalität veranstaltet.
Das kostenlose Bildungsprogramm war ein Angebot für Schüler. Ziel ist es, Kinder und Jugendliche aus Hamburg und Umgebung für die 17 Nachhaltigkeitsziele der Vereinten Nationen und die sich daraus ergebenden drängenden gesellschaftlichen Klima-, Umwelt und sozialen Fragen sowie das gesellschaftliche Miteinander zu sensibilisieren.
Akteure aus Gesellschaft, Wirtschaft und Wissenschaft boten im Klimawochen-Bildungsprogramm Workshops und Exkursionen an. Die angebotenen Inhalte ließen sich mit dem Hamburger Bildungsplan verknüpfen.
Laut Initiator Frank Schweikert diente das abwechslungsreiche Programm dazu, die Besucher auf den unterschiedlichsten Wegen zu erreichen und zum Nachdenken sowie Handeln anzuregen.

## Ziele
Die Hamburger Klimawoche war eine unabhängige Initiative aus der Mitte der Gesellschaft und zeigte mit zahlreichen Partnern aus der Wirtschaft konkrete Lösungsansätze, wie die weltweit gültigen Nachhaltigkeitsziele in der Metropole Hamburg zusammen mit Verbänden, Bildungseinrichtungen, Kulturinstitutionen, Start-ups und Kirchen umgesetzt werden können. Der Klimawandel stellt mittelfristig auch für Hamburg eine Bedrohung für die Gesundheit und Sicherheit der Bürger, für die wirtschaftliche und soziale Struktur sowie für die Naturräume und Tierwelt der Hansestadt und ihrer Metropolregion dar. Ein besonderes innerstädtisches Problem ist der Stadtklima-Effekt, der die Temperaturen innerhalb der Städte noch zusätzlich steigen lässt.
Die Klimawoche verdeutlichte, was man selbst zu einer nachhaltigen Welt und zur Vermeidung der Fluchtursachen auf Basis der seit 2016 weltweit verbindlichen 17 Nachhaltigkeitsziele der Vereinten Nationen beitragen kann. Deswegen standen Themen wie Mobilität, Maßnahmen zum Klimaschutz, die Bedeutung von Wasser und sanitären Einrichtungen, Artensterben und Bildung, bis hin zu Innovationen in Technik und Infrastruktur ganz oben auf der Agenda.

## Entstehung
Die erste Hamburger Klimawoche wurde 2009 durch den Umweltaktivisten Frank Schweikert mit dem Ziel initiiert, die Gesellschaft auf den Klimawandel und die schwerwiegenden Folgen aufmerksam zu machen. Im Zentrum stehen dabei die Möglichkeiten des Einzelnen, einen Anteil zum Klimaschutz zu leisten.
Veranstalter der Hamburger Klimawoche ist seit 2019 der Verein Klimawoche e.V., der durch den Vorstand vertreten wird: 1. Vorsitzender: Frank Otto, 2. Vorsitzender: Alexander Pflüger, Schriftführerin: Neele van den Bongardt, Kassenwart: Andreas Schwarz (Stand: 4/2022).
Der Verein wird durch einen 31‐köpfigen Beirat mit Persönlichkeiten aus Wirtschaft, Gesellschaft und Klimaforschung beraten. Zudem engagieren sich zahlreiche Firmen und Unternehmen, damit die Klimawoche jedes Jahr stattfinden kann. Die Hamburger Klimawoche ist eine politisch und wirtschaftlich unabhängige Veranstaltung.
Die Hamburger Klimawoche war Vorreiter der Klimawochen in Bayern, Ludwigshafen, Bielefeld und auf Sylt.

## Geschichte

### 1. Hamburger Klimawoche 2009
Die erste Klimawoche fand zwischen dem 19. und 26. September 2009 im Rahmen der Global Climate Week der Vereinten Nationen statt. Anlässlich der Global Climate Week gab es ebenfalls Veranstaltungen in Kopenhagen und New York. Die Global Climate Week sollte das Interesse auf die UN-Klimakonferenz in Kopenhagen richten und die Politiker der UN-Klimakonferenz bezüglich Nachhaltigkeit sensibilisieren.
Für die Eröffnung der ersten Hamburger Klimawoche wurde Michel Jarraud, der Generalsekretär der World Meteorological Organization angekündigt. Die Hamburger Klimawoche fand 2009 erstmals in der Europa Passage am Ballindamm statt und war gleichzeitig die erste der durch die Vereinten Nationen global initiierten Klimawochen. Zentrum der ersten Hamburger Klimawoche war das Forschungs- und Medienschiff Aldebaran und dessen Forschungsreise. Das 14 Meter lange Forschungsschiff stand während der Veranstaltung vor der Europa Passage. Die Europa Passage wurde in Decks eingeteilt. Diese Decks waren nach Schwerpunkten, wie Technologie, Informationen, Forschung, Aktionen und Zukunft differenzierbar. Es gab ein großes Angebot mit verschiedenen Aktivitäten und Möglichkeiten der Informationsbeschaffung, wie ein Bioreaktor und Algenreaktor. Es wurden gefährdete Korallenriffe und die Auswirkungen des Meeresspiegelanstiegs in Hamburg thematisiert.
Höhepunkt der ersten Klimawoche war die erste Klimanacht am 25. September 2009. Die Klimanacht war eine besondere Attraktion der Hamburger Klimawochen und Teil der European Researchers’ Night. Im Rahmen der Klimanacht wurden Podiumsdiskussionen, Konferenzen, Klimakonzerte, Theater- und Kinovorstellungen veranstaltet.

### 2. Hamburger Klimawoche 2010
Die zweite Klimawoche unter dem Motto „Wie leben wir im Jahr 2050?“ startete am 20. September und endete am 26. September 2010. Das Programm der zweiten Hamburger Klimawoche thematisierte das Potential von Wasser, sowie Klimafolgen und Konsequenzen, wie CO2-Emissionen und Hochwasser. Außerdem wurde auf E-Mobilität, Energetisches Bauen, Energieproduktion und Solartechnik und Stadtklima eingegangen. Besucher der Klimawoche konnten ein Klärwerk und das Containerterminal von Eurogate besuchen. Studenten organisierten ein Klimaklassenzimmer für Schüler. Außerdem konnten Schüler im Rahmen des Bildungsprogramms auf dem Schiff Aldebaran mithilfe eines Experten Wasserlebewesen untersuchen. Zudem gab es weitere Angebote, wie eine Energieberatung und einen Nachhaltigkeitsmarkt.

### 3. Hamburger Klimawoche 2011
Die dritte Klimawoche fand zwischen dem 23. und 30. September 2011 unter der Schirmherrschaft des CDU-Politikers und damaligen EU-Kommissars für Energie Günther H. Oettinger statt. Die Klimawoche wurde von Jo Leinen, SPD-Politiker und damals Präsident der Europäischen Bewegung International (EMI), und der damaligen Senatorin für Stadtentwicklung und Umwelt im Senat Scholz, Jutta Blankau, eröffnet. Mittels Aktivitäten wie Probefahren mit Elektrofahrzeugen und einem Nachhaltigkeitsmarkt wurden Themen wie Elektromobilität und Regionalität aufgegriffen. Hamburger Förstereien veranstalteten einen Kreislauf-Pavillon. Im Rahmen des Kulturprogramms gab es ein Kinder-Musical und ein Konzert rund ums Klima. Zudem fand abends die dritte Hamburger Klimanacht mit einem DJ und einer Theatervorstellung statt.

### 4. Hamburger Klimawoche 2012
Sie fand vom 24. bis 30. September 2012 unter der Schirmherrschaft von Jakob von Uexküll, Initiator des Weltzukunftsrats (World Future Council), statt. Hinsichtlich des Themenparks wurden Aktivitäten wie der Nachhaltigkeitsmarkt und eine Tauschaktion organisiert. Zudem wurde eine Fachkonferenz bezüglich Konsumverhalten, ein Konzert und ein Finanzgipfel veranstaltet. Erstmals wurde am Wochenende ein speziell ein Familienprogramm angeboten. Im Rahmen der Klimanacht am 28. September wurde ein Science-Slam durchgeführt. 2012 war die Hamburger HafenCity Veranstaltungsort.

### 5. Hamburger Klimawoche 2013
Vom 15. bis 17. August 2013 fand die fünfte Klimawoche erneut in der Europa Passage statt – unter der Schirmherrschaft von Felix Finkbeiner und Jule Schnakenberg. Im Zentrum der Klimawoche standen die Energiewende und Nachhaltigkeit bezüglich Mobilität und Bauen im Zentrum. Im Rahmen des Themenparks wurde ein Malwettbewerb mit der Frage „Wie wollt ihr später wohnen?“ veranstaltet. Zudem wurde ein Klimakino mit Filmen, wie „Age of Stupid“, We feed the world und „Aldebaran Expedition auf den Spuren des Klimawandels“ organisiert. Im Zuge des Bildungsprogramm konnten Schüler auf Alsterdampfern und dem Forschungs- und Medienschiff Aldebaran, über ihre Möglichkeiten dem Klimawandel entgegenzuwirken, unterwiesen werden. Die 5. Klimawoche wurde in einem vergleichbar kleineren Rahmen veranstaltet, da die entsprechenden Fördermittel von der Stadt gestrichen wurden und die Veranstalter keine Genehmigung für den Jungfernstieg als Veranstaltungsort erhalten hatten.

### 6. Hamburger Klimawoche 2014
Zwischen dem 24. und 30. August 2014 fand erneut unter der Schirmherrschaft von Felix Finkbeiner und Jule Schnakenberg die sechste Klimawoche statt. Highlights waren ein Eröffnungsgottesdienst, ein Klimakonzert und eine Diskussion über Energiefragen zwischen Forschern des Deutschen Instituts für Wirtschaftsforschung und des Max-Planck Instituts für Meteorologie. Zudem wurde eine Ausstellung mit Exponaten hinsichtlich Nachhaltigkeit und ein Klimakonzert veranstaltet. Der entsprechende Themenpark konzentrierte sich auf die Themen Mobilität, Energiewende, Wasser und Konsum. Die einzelnen Veranstaltungen der 6. Hamburger Klimawoche fanden verteilt in der Hamburger Innenstadt statt. Unterstützt wurde die Klimawoche von der Sparda-Bank Hamburg.
Seit 2015 findet die Klimawoche an unterschiedlichen Orten in Hamburg statt.

### 7. Hamburger Klimawoche 2015
Sie fand vom 13. bis 20. September 2015 unter dem Motto „Gute Beispiele für den Klimaschutz“ in der Hamburger Innenstadt statt. Veranstaltungsorte waren die Gänsemarkt-Passage, die Passage Hamburger Hof, die Handelskammer Hamburg, sowie die beiden Hauptkirchen St. Katharinen und St. Petri. Schirmherren waren die Schüler Felix Finkbeiner, UN‐Botschafter für Klimagerechtigkeit und Gründer von „Plant-for-the-Planet“ und seine Hamburger Teamkollegin Jule Schnakenberg. Im Fokus der 7. Hamburger Klimawoche stand die Weltklimakonferenz in Paris. Zu den Höhepunkten der 7. Klimawoche zählten das Theaterstück „Aqua qua dabra“ und das Klimakonzert mit einer nachhaltigen Fashion-Show. In einem Repair-Café hatten Besucher der Klimawoche die Möglichkeit, ihre kaputten Gegenstände in Reparatur zu geben. Gerhard Knies sprach über seine Vorstellung einer Utopie. Außerdem berichteten Landwirte über ihre regionalen Produkte. Unterstützt wurde die Klimawoche von der Stiftung Gemeinsames Rücknahmesystem Batterien.

### 8. Hamburger Klimawoche 2016
Sie wurde am 25. September 2016 unter der Schirmherrschaft des Klimaforschers Mojib Latif eröffnet. Im Rahmen des Themenparks wurden Aktivitäten, wie eine Stadtrundfahrt, eine fühlbare Gemeinwohlökonomie und eine Lesung über Klimaschutz angeboten. Zudem wurden Vorträge und Diskussionen über Nachhaltigkeit und Klimaschutz organisiert. Teilnehmer des Vortragsprogramm waren unter anderem Georg Schümann, Daniel Dahm, Ulrike Brendel, Bärbel Dieckmann und Daniel Neiß. Es wurden erneut ein Klimakonzert und ein Science-Slam veranstaltet. Unterstützt wurde die 8. Klimawoche wieder von der Stiftung Gemeinsames Rücknahmesystem Batterien.

### 9. Hamburger Klimawoche 2017
Sie fand vom 24. September bis 1. Oktober 2017 unter der Schirmherrschaft der Liedermacherin Sarah Lesch statt. Im Zuge des Vortragsprogramms wurden Diskussionen über Klimagerechtigkeit, Produktion von Konsumgütern und betrieblichen Umweltschutz organisiert. Unter den Experten des Vortrags- und Diskussionsprogramms 2017 waren Tadzio Müller, Sabine Minning, Christoph Wöhlke, Stefan Schridde und Michael Braungart. Hinsichtlich der Kulturprogramms wurden erneut ein Science-Slam, Klimakonzert und Gottesdienst veranstaltet. Zudem wurden ein Theaterstück aufgeführt und eine Lesung veranstaltet. Im Rahmen des Themenparks hatten Besucher die Möglichkeit, an Ausflügen und Workshops teilzunehmen. Beispielsweise gab es ein schwimmendes Klassenzimmer auf der Alster oder das Bauen von Iglus.

### 10. Hamburger Klimawoche 2018
Schirmherr der zwischen dem 23. und 30. September 2018 stattgefunden zehnten Klimawoche war Fürst Albert II. Im Themenpark auf dem Lattenplatz hatten Besucher anhand von Akteuren, wie Europa-Union-Hamburg e.V., Albert Schweitzer Stiftung, Die Werkkiste, Viva con Agua und Greenpeace Energy die Möglichkeit, sich zu informieren und aktiv mitzumachen. Im Rahmen des Kulturprogramms wurden Filmvorführungen über Landwirtschaft, Gottesdienste, Ausstellungen und Slams angeboten. Forscher stellten ihre Arbeiten mithilfe von Animationen und Musik vor. Besucher hatten die Möglichkeit, Bäume zu pflanzen. Kinder konnten an einer Fragerunde teilnehmen und Unterwasserklänge und ihr Wirken auf Meerestiere kennenlernen. Am 28. September wurde die European Researchers‘ Night organisiert. Diese wurde gleichzeitig in 27 Ländern veranstaltet.

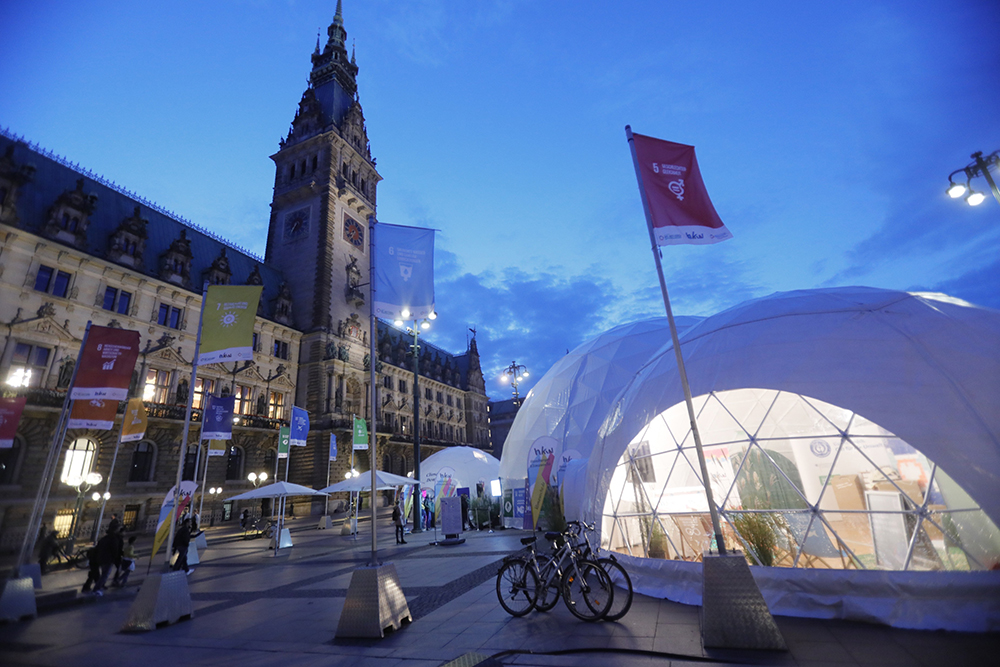
Die Kuppelzelte der 11. Hamburger Klimawoche auf dem Rathausmarkt.

### 11. Hamburger Klimawoche 2019
Sie fand zwischen dem 22. und 29. September 2019 in Kuppelzelten direkt vor dem Rathaus statt. Gäste waren u. a. Hamburgs Erster Bürgermeister Peter Tschentscher (SPD), Umweltsenator Jens Kerstan (Grüne), Bürgerschaftspräsidentin Carola Veit (SPD), Klimaforscher Hartmut Graßl, Pioneer des Weltklimarats in Deutschland und Klimaforscher Mojib Latif, Vorsitzender der Deutschen Gesellschaft des Club of Rome. Seenotretterin und Naturschutzökologin Carola Rackete berichtete über eine Forschungsreise zum Nordpol, es gab eine vielbeachtete Liveschaltung zur Vorstellung des IPCC-Berichts nach Monaco und die European Researchers’ Night unter dem Motto „Future Life“. Schirmherr der 11. Klimawoche war das Team Malizia mit dem Profisegler Boris Herrmann, der Team-Managerin Holly Cova und der Leiterin des teameigenen Bildungsprogramms, Birte Lorenzen.
Auf dem Rathausmarkt informierte im Climate Dome das Deutsche Klimarechenzentrum über Ergebnisse der Klimaforschung. Und rund um die St. Petri-Kirche fand der Themenpark der Hamburger Klimawoche statt, diesmal als Green World Tour Hamburg durch den Kooperationspartner Autarkia. Der Themenpark ist eine Art Nachhaltigkeitsmesse. Überall in der Stadt gab es dutzende Veranstaltungen von Bündnispartnern, die die Hamburger Klimawoche als Plattform nutzen. 2019 boten die Akteure rund 120 Workshops, Exkursionen und Jugendkonferenzen zu Nachhaltigkeitsthemen an, an denen mehr als 3000 Schüler teilgenommen haben.

### 12. Hamburger Klimawoche 2020
Die zwölfte Klimawoche fand vom 20. bis 27. September 2020 statt, Schirmfrau war die Energieökonomin Claudia Kemfert (DIW). Das Motto der Klimawoche lautete: „Das Klima braucht Dich!“. Es war die einzige Veranstaltung, die 2020 wegen der Corona-Pandemie auf dem Rathausmarkt stattfinden konnte. Das Publikum konnte sich live Vorträge und Diskussionen anhören, sie aber auch online im Stream verfolgen. Zentrale Themen der Veranstaltung waren Mobilität, Wissenschaft, Wirtschaft, Ernährung und Energie. Zudem gab es eine Ausstellungsfläche, auf der die Besucher in einer Klimasprechstunde Wissenschaftlern des Deutschen Klimarechenzentrums (DKRZ), des Climate Service Center Germany (GERICS) sowie des Max-Planck-Instituts für Meteorologie (MPI-M) Fragen stellten konnten. NGOs informierten über ihre Arbeit und die Hamburger Verbraucherzentrale informierte darüber, was jeder einzelne zum Klimaschutz beitragen kann. Beim Kulturprogramm der Klimawoche gab es einen Open-Air-Gottesdienst, Ausstellungen, ein Konzert vom Orchester des Wandels sowie auf dem Rathausmarkt Auftritte von „The Young ClassX“ und von KLAN. Im Rahmen des Bildungsprogramm wurden an Schulen und in Kitas rund 100 Veranstaltungen angeboten.
Rund um die St. Petri-Kirche fand der Themenpark der Hamburger Klimawoche statt, wieder als Green World Tour Hamburg durch den Kooperationspartner Autarkia. Der Themenpark ist eine Art Nachhaltigkeitsmesse. Überall in der Stadt gab es weitere Veranstaltungen.

### 13. Hamburger Klimawoche 2021
Die 13. Klimawoche fand vom 17. bis 26. September 2021 statt. Schirmherr war Eckart von Hirschhausen und das Motto lautete: „Für eine gesunde Zukunft!“. Die Klimawoche bestand aus 295 Veranstaltungen.
Sie startete auf dem Altstadtküsten-Fest vor der Kirche Sankt Katharinen. Zu Gast war Michael Bilharz mit der Klimawette, der sich auf einer 6000-Kilometer-Tour mit dem Rad durch Deutschland befand.
Pandemiebedingt gab es 2021 ein dezentrales Konzept rund um ein Tinyhouse, es wurden viele Veranstaltungen als Livestream übertragen.
Die 13. Hamburger Klimawoche war die letzte. Die Reihe wird in eine Hamburger Klimawoche-Werkstatt transformiert.

## Hamburger Klimawoche – Schirmherrschaft – Besucherzahlen
| Hamburger Klimawochen | Zeitraum                        | Schirmherrschaft                       | Veranstalter und Organisator                                                                         | Besucher* innen      | Akteur* innen |
| --------------------- | ------------------------------- | -------------------------------------- | --- | -------------------- | ------------- |
| 1.                    | 19. – 26. September 2009        |                                        | Aldebaran und Klimzug-Nord                                                                           | 250.000              | 40            |
| 2.                    | 20. – 26. September 2010        |                                        | Aldebaran und TuTech                                                                                 | 266.000              | 80            |
| 3.                    | 23. – 30. September 2011        | Günther H. Oettinger                   | Aldebaran und TuTech                                                                                 | 350.000              | 167           |
| 4.                    | 24. – 30. September 2012        | Jakob von Uexküll                      | Aldebaran und TuTech                                                                                 | 250.000              | 100+          |
| 5.                    | 15. – 17. August 2013           | Felix Finkbeiner und Jule Schnakenberg | Aldebaran Marine Research & Broadcast und Bundesdeutsche Arbeitskreis für Umweltbewusstes Management | 150.000              | 35            |
| 6.                    | 24. – 30. August 2014           | Felix Finkbeiner und Jule Schnakenberg | Aldebaran Marine Research & Broadcast                                                                | 160.000              | 50+           |
| 7.                    | 13. – 20. September 2015        | Felix Finkbeiner und Jule Schnakenberg | Konsortium aus Klimawochen-Akteuren; Leitung: GlobalGreen InnoTech GmbH, Hamburgevents4brands        |                      | 64            |
| 8.                    | 25. September – 2. Oktober 2016 | Mojib Latif                            | Konsortium, Klimawochen Beirat, GlobalGreen InnoTech, events4brands                                  |                      | 118           |
| 9.                    | 24. September – 1. Oktober 2017 | Sarah Lesch                            | Konsortium, Klimawochen Beirat, GlobalGreen InnoTech, events4brands                                  |                      | ca. 100       |
| 10.                   | 23. – 30. September 2018        | Fürst Albert II. von Monaco            | Klimawoche e.V. i.G.                                                                                 | 26.300               | 200           |
| 11.                   | 22. – 29. September 2019        | Boris Herrmann und Team Malizia        | Klimawoche e.V.                                                                                      | 30.095               | 274           |
| 12.                   | 20. – 27. September 2020        | Claudia Kemfert                        | Klimawoche e.V.                                                                                      | 7.565 + 6.062 online | 220           |
| 13.                   | 17.-26. September 2021          | Eckart von Hirschhausen                | Klimawoche e.V.                                                                                      | 8.730 +37.636 online |               |

## Auszeichnungen
Die jährliche Veranstaltung wurde von der Dekade „Bildung für nachhaltige Entwicklung“ der Vereinten Nationen als eine weltweite Bildungsinitiative ausgezeichnet. Das Umweltprogramm der Vereinten Nationen bezeichnet die Hamburger Klimawoche als größte Klimakommunikationsveranstaltung in Europa mit einer großen politischen Signalwirkung.